# 可変資本
可変資本（かへんしほん、variable capital, 独 variables Kapital）は、マルクス経済学において、労働力購買にあてられた資本を指す概念。
労働力商品は、その生産過程において、購入費用である「労賃」の等価分とそれを超えた部分の剰余価値を生み出す。その購入にあてられる資本であることから、この名がある。これにたいして生産手段の購入にあてられる資本の場合、価値移転がおこなわれるだけで価値量はふえないので不変資本と呼ばれる。一般に、variable capitalの頭文字をとって「V」と表記される。
可変資本をv、不変資本をc、剰余価値をmとすれば、商品の価値は、c＋v＋mとなる。